# Bakkersbrug
De Bakkersbrug (brug 375) is een grotendeels houten ophaalbrug in Zunderdorp in Amsterdam-Noord.

## Ligging en geschiedenis
De brug is gelegen in de Middenlaan in het dorp Zunderdorp en is genoemd naar een bakkerij die lange tijd gevestigd was op nummer 19. Het gebouw, waarin die bakker gevestigd was, staat direct ten noordoosten van de brug is een rijksmonument, hetgeen ook geldt voor het gebouw op nummer 17 direct ten zuidwesten van de brug. De brug overspant Het Zwet. Gebouw en brug vormen de noordelijkste bebouwing van Zunderdorp, dat lange tijd tot Nieuwendam behoorde.  
Op de kaart van Jacob Kuyper uit circa 1865 van Nieuwendam is hier al een doorlopende weg te zien, die over een water voert. De huidige brug dateert uit 1928, toen geld werd vrijgemaakt voor een nieuwe brug alhier. De gemeente, Zunderdorp was inmiddels opgenomen in de gemeente Amsterdam liet meteen ook de weg en brug verbreden en besteedde de brug aan voor ruim 13.000 gulden. Bij de werkzaamheden kwam een elektrakabel van de PEN bloot te liggen, terwijl ook een heimachine omviel. Op 22 september 1928 kon gemeld worden, dat de 62 houten heipalen van 10 tot 14 meter inmiddels in de grond zaten en dat er gemetseld werd. De brug zou weldra klaar zijn. Gedurende de werkzaamheden lag er een hulpbrug, omdat de brug de enige verbinding vormde tussen het dorp en de noordelijk van De Zwet gelegen boerderijen.
De brug vertoont opvallende kenmerken. Zo steekt de bovenbalk op de hameipoort aan beide kanten enige centimeters uit. De hameipoort bestaat niet uit een halve cirkel, maar uit een halve ellips. Het raakpunt tussen poort en balk bevat een kleine versiering. Aangezien Zunderdorp toen al tot Amsterdam behoorde, komt het ontwerp van de brug van de Dienst der Publieke Werken, de ontwerper zelf is vooralsnog onbekend. In 1960/1961 werd de bovenbouw/het val van de brug vervangen. De brug kent in 2018 een maximaal toegestane wieldruk van 3,6 ton.   
De naam van de brug moet niet verward worden met die van brug 86 over de Lijnbaansgracht, deze stond tot een grootschalige hernoeming van bruggen in 2016 ook bekend als de Bakkerijbrug.

## Afbeeldingen

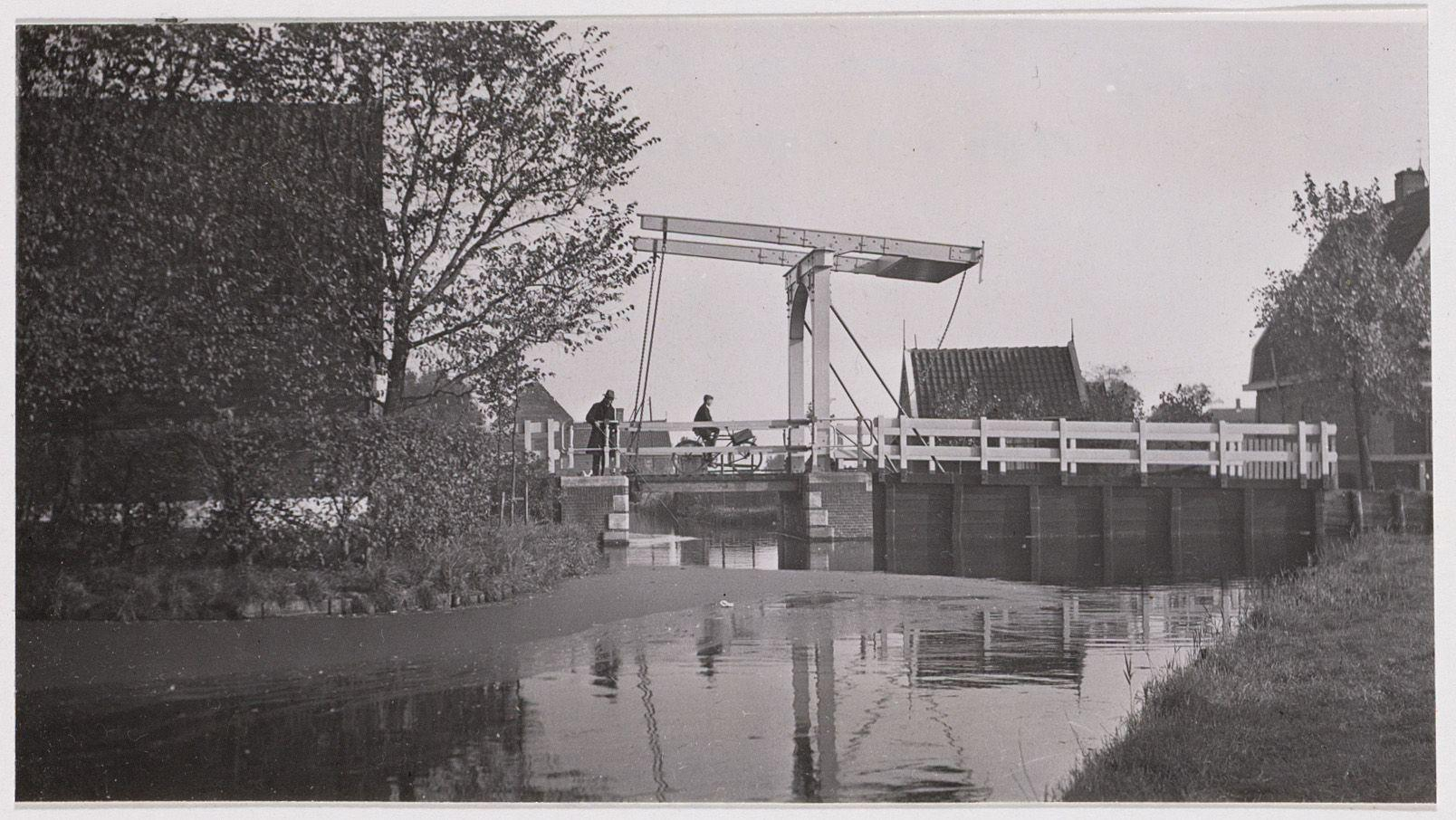
Brug 375 in 1930
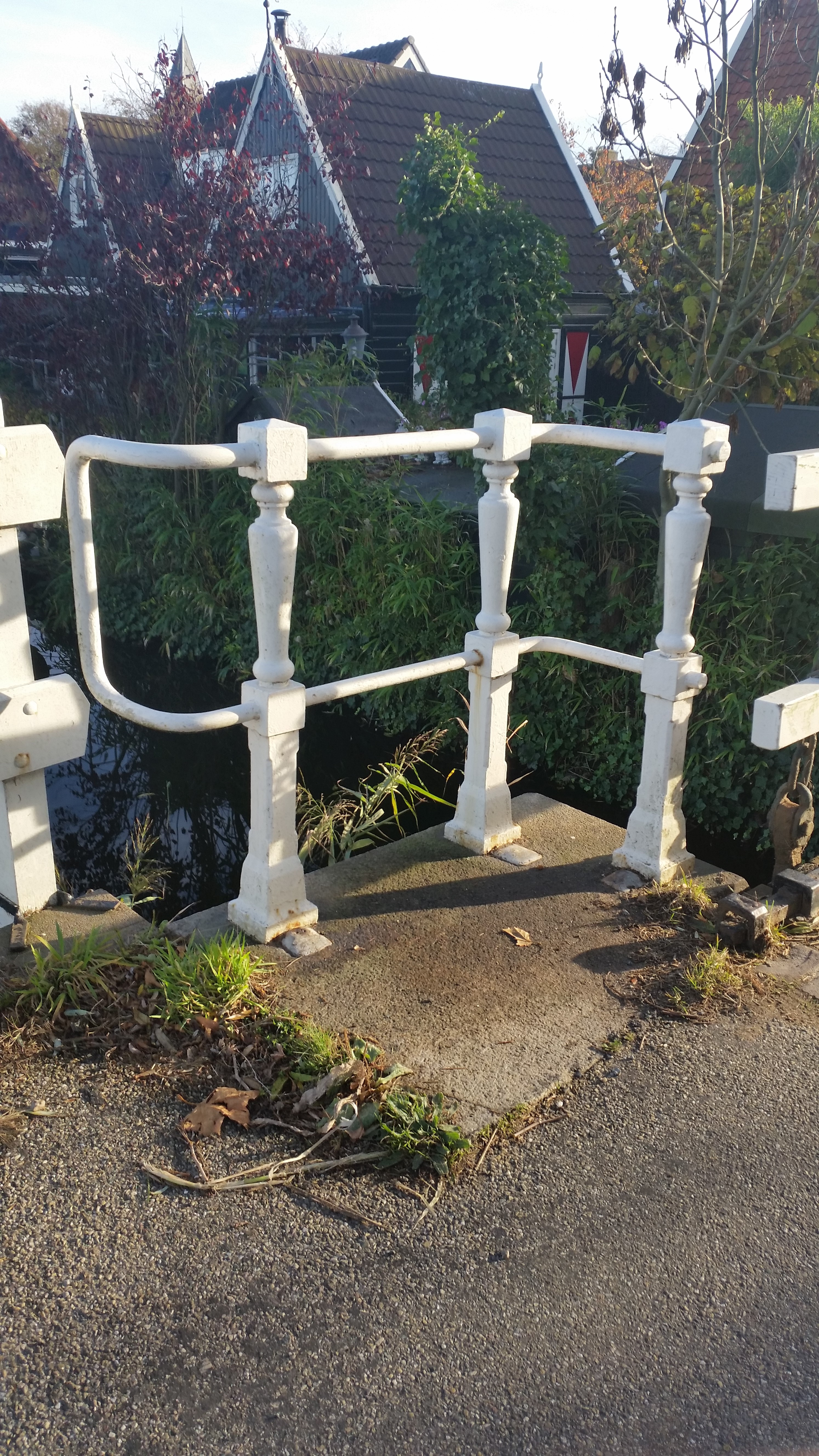
Hoekig hekwerkje bij de Bakkersbrug (november 2018)

<<< · 300 · 301 · 302 · 303 · 304 · 305 · 306 · 307 · 308 · 309 · 310 · 311 · 312 · 313 · 314 · 315 · 316 · 317 · 318 · 320 · 321 · 322 · 323 · 324 · 325 · 327 · 328 · 330 · 331 · 332 · 333 · 334 · 335 · 336 · 337 · 338 · 339 · 340 · 341 · 342 · 343 · 344 · 345 · 346 · 347 · 348 · 349 · 350 · 351 · 352 · 353 · 354 · 355 · 356 · 357 · 358 · 359 · 360 · 361 · 362 · 363 · 364 · 365 · 366 · 367 · 368 · 371 · 372 · 373 · 374 · 375 · 376 · 377 · 378 · 379 · 380 · 381 · 382 · 383 · 385 · 386 · 387 · 388 · 389 · 390 · 391 · 392 · 393 · 394 · 395 · 396 · 397 · 398 · 399 · >>>
Brugnummers 319, 326, 329 (tijdelijke duiker in de Ringspoordijk), 369, 370, 384 zijn niet (meer) vergeven.